# Res communis
Pour les articles homonymes, voir Res et Communis.
Res communis (« chose commune »), au pluriel res communes, est une expression latine utilisée en ius publicum (droit public) qui désigne une chose (res) ou un bien commun, c'est-à-dire qui ne peut pas être appropriée, de par sa nature. Elle appartient à tout le monde, à tous les citoyens, et elle est de ce fait accessible et utilisable par tous.

## Différence entreres communisetres nullius

### Res communis
Les res communes sont au nombre de quatre à savoir l'air, l'eau courante ; la mer et les rivages de la mer (en latin : aer, aqua profluens, mare et per hoc littora maris). Le res communis du droit romain se rapprocherait, selon certains auteurs, de la notion d'héritage ou de patrimoine commun de l'humanité - ce point est contesté, certains auteurs romains préférant parler de res universitatis à ce sujet, tandis que la notion de citoyenneté, davantage que d'humanité, est utilisée. Les res communes comportent deux propriété pour les usagers, qui tirent leur origine du droit de jouissance : l'usus et le fructus. Ce droit de jouissance a été critiqué par la théorie des communs comme portant atteinte à la volonté de protection du res communis, dès lors qu'augmentant le risque d'usage abusif par des passagers clandestins.

### Res nullius
L'eau (qui n'est pas courante) ou l'air, capables d'être séparés de la mer, de l'océan, de l'atmosphère ou de l'espace aérien, et pouvant faire l'objet d'appropriation à des fins d'usage ou de consommation privés, constituent la res nullius (la chose de personne), susceptible de possession et d'appropriation à titre individuel ou même collectif. La res nullius désigne en effet les choses sans maître, c'est-à-dire celles qui n’ont pas de propriétaire mais qui sont néanmoins appropriables, tandis que les res communis sont indisponibles, nul ne pouvant priver autrui de leur usage.

## Droit par État

### En droit français
Le domaine public en droit civil français désigne l'ensemble des choses ne pouvant faire l’objet de droit de propriété et qui sont donc déclarées « res communis ». Les autorités peuvent cependant règlementer l’usage de ces biens par des pouvoirs de police.

### En droit québécois
En droit québécois, la notion de res communis est codifiée à l'article 913 du Code civil du Québec : 

« Certaines choses ne sont pas susceptibles d’appropriation; leur usage, commun à tous, est régi par des lois d’intérêt général et, à certains égards, par le présent code.
L’air et l’eau qui ne sont pas destinés à l’utilité publique sont toutefois susceptibles d’appropriation s’ils sont recueillis et mis en récipient. »

L'art. 916 (2) C.c.Q. précise également que : 

« Cependant, nul ne peut s’approprier par occupation, prescription ou accession les biens de l’État, sauf ceux que ce dernier a acquis par succession, vacance ou confiscation, tant qu’ils n’ont pas été confondus avec ses autres biens. Nul ne peut non plus s’approprier les biens des personnes morales de droit public qui sont affectés à l’utilité publique. »